# Карьера Димы Горина
«Карье́ра Ди́мы Го́рина» — советский художественный фильм.

## Сюжет
Дмитрий Горин — образцовый работник советской сберкассы. Он ожидает повышения — должности заведующего филиалом сберкассы. Когда уже повышение было практически решённым вопросом, Горин случайно выдаёт лишнюю сумму человеку, который работает в тайге на строительстве ЛЭП «Сибирь — Урал». Человек тут же уезжает в Сибирь. Чтобы вернуть деньги и доверие руководства, Дмитрию приходится отправиться в тайгу. Однако возвращаться в Москву он не торопится.
Незадолго до своего отъезда он, пытаясь скрыть показавшуюся ему неприятной картинку из киножурнала, из обрезков разных фотографий собирает образ идеальной девушки, о которой мечтает. И так случается, что в Сибири он встречает ту самую красавицу, которая получилась у него на коллаже!
Горин прощается с карьерой в сберкассе и становится разнорабочим в бригаде человека, которому случайно выдал лишние деньги — Геннадия Дробота. Пройдя через сложности освоения новой профессии, адаптировавшись к абсолютно иным условиям существования, заведя новых друзей, Дмитрий круто меняет свою жизнь и завоёвывает сердце девушки своей мечты — бригадира Галины Берёзки. И, хотя закадровый голос в финале картины оставляет Дмитрию Горину возможность вернуться в будущем к деятельности финансиста, он подчёркивает, что для героя «личная жизнь — это уже навсегда».

## В ролях
| Актёр                | Роль                                     |
| -------------------- | ---------------------------------------- |
| Александр Демьяненко | Дмитрий Григорьевич Горин                |
| Татьяна Конюхова     | возлюбленная Димы, бригадир Галя Берёзка |
| Владимир Селезнёв    | бригадир Геннадий Дробот                 |
| Владимир Высоцкий    | шофёр Софрон                             |
| Евгений Кудряшёв     | Иван Москалёв, член бригады из Мосихи    |
| Николай Казаков      | член бригады Дробота                     |
| Алексей Ванин        | Пантелей, член бригады Дробота           |
| Рaмиз Алиев          | Давлет                                   |
| Виталий Черменёв     | детдомовец Павлик                        |
| Юсуф Каракаев        | Икром                                    |
| Валентина Маркова    | Нина, член бригады Дробота               |
| Маргарита Жарова     | Неля, член бригады Берёзки               |
| Зиновий Гердт        | закадровый текст                         |

## В эпизодах
- Валентина Ананьина — член бригады Берёзки
- Валентина Валевская — тётя Димы Горина
- Сергей Васильев — эпизод
- Людмила Голубева — эпизод
- В. Дмитриева
- И. Долин
- Наталия Киндинова — эпизод
- А. Ковалёва
- Л. Корчагина
- Г. Малышева
- А. Орлова
- В. Сосновский
- Георгий Тимофеев — эпизод
- Инна Фёдорова — мать Ивана Москалёва
- Рихард Цериньш — эпизод
- Владимир Шаховской — врач-невролог
- Е. Щербачёва

## Съёмочная группа
- Автор сценария — Борис Медовой
- Режиссёры — Фрунзе Довлатян, Лев Мирский (дипломанты ВГИКа)
- Художественный руководитель — Сергей Герасимов
- Оператор — Константин Арутюнов
- Художник — Марк Горелик
- Художник по костюмам — Екатерина Александрова
- Композитор — Андрей Эшпай
- Звукооператор — Юрий Закржевский
- Режиссёр — Клеопатра Альперова
- Монтаж: А. Клебанова
- Текст песен — Евгений Евтушенко
- Редактор — Валерия Погожева
- Комбинированные съёмки:
  - Художник — Юрий Миловский
- Оркестр Управления по производству фильмов. Дирижёр — Эмин Хачатурян
- Директор картины — Владимир Марон

## Песни
В фильме звучат следующие песни:
- «А снег идёт» — исполняет Майя Кристалинская;
- «Мы шагаем» — исп. Евгений Кибкало.

## Критика
Критик Нателла Лордкипанидзе в рецензии в журнале «Искусство кино» предположила, что фильм больше понравится зрителям, чем критикам. Она упрекнула авторов в необоснованном противопоставлении интеллигента («и растяпа, и раззява, и физически немощный, и близорукий — во всех отношениях — человек») членам рабочей бригады, назвала новогоднюю песню вульгарной, но похвалила игру Демьяненко и хороший актёрский ансамбль.
И. Гринберг в журнале «Советский экран» похвалил игру Демьяненко и Конюховой, обращение создателей фильма к реальному быту сибирских строителей, но в то же время отметил отсутствие характеров у членов бригады.